# Gramática

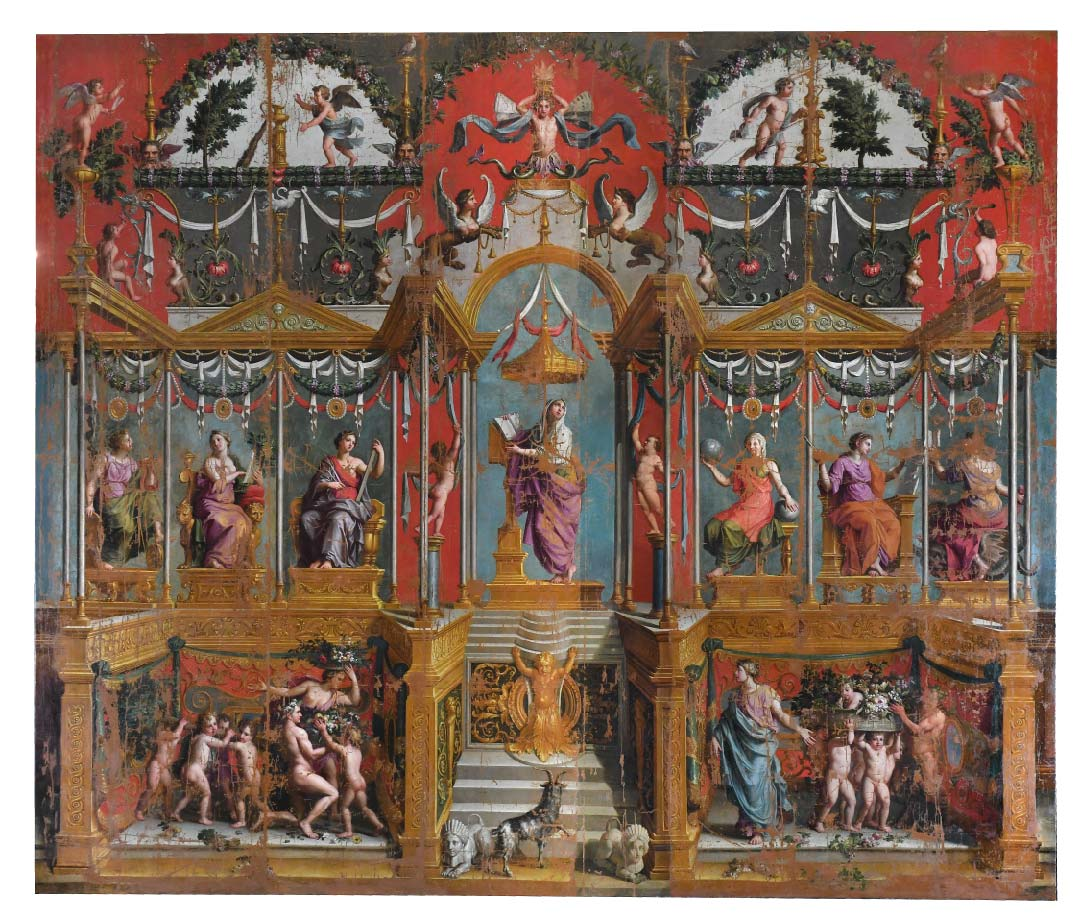
Noël Coypel, A Gramática entre as Artes Liberais, também conhecida como O Triunfo da Filosofia, 1685-1690.

Gramática (do grego: γραμματική, transl. grammatiké, feminino substantivado de grammatikós) designa conjunto de prescrições e regras que determinam o uso considerado correto da língua escrita e falada, especialmente o modo como as unidades desta se combinam entre si para formar unidades maiores. Também designa um ramo da linguística que estuda os elementos que compõem a gramática das línguas. Além disso, ainda nomeia as obras produzidas a partir destes estudos, classificadas em diversos tipos, a depender do elemento da língua que tomam como escopo: gramáticas históricas, comparativas, descritivas, e prescritivas, estas últimas também chamadas gramáticas normativas.
Toda língua e suas variantes — desde a variante padrão ou norma culta às variantes não padrão — têm sua própria gramática, que é conhecida e usada por todos os falantes daquela determinada variante, pois é adquirida no processo de aquisição de linguagem. Esse conhecimento, contudo, na maioria das vezes se restringe ao âmbito epilinguístico, não alcançando o plano metalinguístico.
O conceito de gramática, quando se refere às gramáticas normativas, designa obras de caráter prescritivo que têm como objetivo ditar as regras segundo as quais a língua deveria ser usada. As fontes de elaboração dessas regras podem ser diversas, a depender do autor e da época de produção de cada gramática, podendo variar da referência à norma culta, isto é, à variante prestigiada dentro de determinada comunidade linguística, às obras de escritores canônicos.
Na Idade Média, a gramática era uma disciplina de estudo que compunha o Trivium que, junto com o Quadrivium, compunham a metodologia de ensino das sete Artes liberais.

## Teoria geral da gramática
Segundo Eckersley e Macaulay, "gramática é a arte de colocar as palavras certas nos lugares certos". Gramática, portanto, numa abordagem generalista, não se vincula a esta ou àquela língua em especial, mas a todas. Ela contém o germe estrutural de todas, realizando a conexão essencial subjacente à relação de cada uma com as demais.
Os diversos enfoques da gramática (normativa, histórica, comparativa, funcional e descritiva) estudam a morfologia e a sintaxe, as quais tratam, somente, dos aspectos estruturais, constituindo, uma parte da linguística que se distingue da fonologia e da semântica (que seriam estudos independentes), conquanto estas duas possam compreender-se, também, dentro do escopo amplo da gramática.
Dentre os diversos tipos de gramáticas, a chamada gramática normativa é a mais conhecida pela população e é estudada durante o período escolar. É elaborada, em geral, pelas Academias de Letras de cada país, nem sempre em conformidade com o uso corrente da população, mesmo em amostragens da porção tida por "mais culta". Sabemos que é de fundamental importância o uso da gramática normativa em toda a vida escolar das pessoas, porém, vale ressaltar aqui que existem variações linguísticas que devem ser trabalhadas também em sala de aula, e assim levar esses alunos a conhecer as diversidades da língua portuguesa.

### Acepções
O termo "gramática" é usado em acepções distintas: pode referir-se ao manual onde as regras de regulação e uso da língua estão explicitadas, ou ao saber que os falantes têm interiorizado acerca da sua língua materna. Estas duas acepções distintas remetem aos conceitos de Gramática Prescritiva ou Normativa, que impõem determinados comportamentos linguísticos como corretos, marginalizando outros que não se enquadram nos padrões indicados por essas.
O termo também nomeia teorias sobre aquisição, geração e funcionamento da língua. A exemplo, tem-se a Gramática Gerativa de Noam Chomsky, que descreve um conjunto finito de regras que gerariam todas as frases de uma língua. Outro exemplo é a Gramática Funcional, segundo a qual as regras gramaticais estão vinculadas as necessidades comunicativas dos falantes.
Atualmente, a linguística procura descrever o conhecimento linguístico dos falantes, produzindo as Gramáticas Descritivas. Estas, ao invés de imporem paradigmas, descrevem e incorporam fenômenos que, numa abordagem puramente prescritiva, não seriam levados em conta.

### A noção do correto e a mutabilidade linguística
Conquanto "correto" faça remissão semântica a imutabilidade ("não desvio") ou a um pré-determinado ou estabelecido padrão, neste caso linguístico, convém observar três princípios básicos que se fazem presentes na dinâmica cultural humana:
1. Correto é humanamente relativo, e depende de variadíssimos fatores: culturais, de época, étnicos, desenvolvimentistas, evolutivos, políticos, econômicos, sociais, religiosos etc.;
2. A dinâmica cultural-linguística humana articula ou conjuga os anseios — aparentemente opostos, em verdade dialeticamente complementares — de "imposição de mudança" e de "necessidade de permanência";
3. Há de haver certa permanência num certo espaço-tempo (na acepção cultural) e isso impõe a necessidade de regras que definam limites permissíveis, para que, durante e naquele espaço-tempo, os atores sociais possam comunicar-se com sucesso.

Isso posto, sem demérito para [ou exclusão de] as variadíssimas expressões e modalidades de "gramática", as também variadíssimas linguagens, as incontáveis tribos culturais, fica logo claro que "é preciso alguma ordem na casa, para que as coisas funcionem a contento". Isso inclui a "Casa Linguística". Pois o ser humano — essencial e semioticamente simbólico que é — necessita de um mínimo de estrutura de ordem para humanamente ser a sua existência. O que importa em regras daqui e dali, inescapavelmente.
Assim, na concepção de gramática como conhecimento inconsciente de um determinado falante sobre a sua língua (independente do grau de escolaridade e acesso à Gramática Tradicional), não há lugar para os conceitos de "certo" e "errado", baseados exclusivamente em uma norma que, particularmente no caso do português do Brasil, até podemos questionar que seja ainda utilizada por algum falante; há tão somente os conceitos de sentenças que pertencem a uma dada língua (gramaticalidade) ou não (agramaticalidade). Quem sabe decidir se uma sentença pertence ou não a uma dada língua é o falante nativo daquela língua, escolarizado ou não. Portanto, os conceitos de gramaticalidade/agramaticalidade não recobrem de forma alguma os conceitos de certo/errado da Gramática Tradicional.

## História da gramática
As primeiras gramáticas sistemáticas se originaram na Idade do Ferro na Índia, com Yaska (VI a.C.), Pāṇini (IV a.C.) e seus comentadores Pingala (200 a.C.), Katyayana, e Patânjali (II a.C). No Ocidente, a gramática surgiu como uma disciplina do helenismo a partir de III. a.C. com autores como Rhyanus e Aristarco de Samotrácia. A mais antiga obra existente, Arte da Gramática (Τέχνη Γραμματική), é atribuída ao gramático grego Dionísio, o Trácio (100 a.C.), e serviu de base para as gramáticas grega, latina e de outras línguas europeias até o Renascimento.
Com o advento do Império Romano, os romanos receberam essa tradição dos gregos e traduziram para o latim os nomes das partes da oração e dos acidentes gramaticais. Muitas destas denominações chegaram aos nossos dias. A gramática latina foi desenvolvida seguindo modelos gregos do século I a.C., devido ao trabalho de autores como Lúcio Orbílio Pupilo, Remmius Palaemon, Marcus Valerius Probus, Marcus Verrius Flaccus e Aemilius Asper.
Contudo, aceita-se que o estudo formal da gramática tenha iniciado com os gregos, a partir de uma perspectiva filosófica.
No século XVIII, iniciaram-se as comparações entre as várias línguas europeias e asiáticas, trabalho que culminou com a afirmação do filósofo Leibniz de que a "maioria das línguas "provinha de uma única língua, a indo-europeia". No século XIX, surgiu a gramática comparativa, como enfoque dominante da Linguística.
Em 1911, com o objetivo de descrever gramaticalmente a língua dentro de seu próprio modelo, surgiu o Handbook of American Indian languages, do antropólogo Franz Boas, e os trabalhos do estruturalista dinamarquês Otto Jespersen, que publicou, em 1924, A Filosofia da Gramática. Boas desafiou a metodologia tradicional da gramática ao estudar línguas não indo-europeias que careciam de testemunhos escritos. A análise descritiva, representada por estes dois autores, desenvolveu um método preciso e científico, além de descrever as unidades formais mínimas de qualquer língua.
Também nos séculos XIX e XX, estabeleceram-se as bases científicas da Semiótica como "sistema de signos", a conectar várias ou todas as áreas do conhecimento.
Para o linguista suíço Ferdinand de Saussure, "a língua é o sistema que sustenta qualquer idioma concreto", isto é, o que falam e entendem os membros de qualquer comunidade linguística, pois "participam da gramática". Em meados do século XX, Noam Chomsky concebeu a teoria da "gramática universal", baseada em princípios comuns a todas as línguas.

### Primeiras gramáticas
Escrita por Fernão de Oliveira, presbítero secular e professor de retórica em Coimbra, a primeira gramática portuguesa escrita de que se há notícia chama-se Grammatica da lingoagem Portuguesa data do século XVI e foi publicada em Lisboa, em 1536, por ordem de D. Fernando de Almada. Decorridos quatro anos, surge a seguinte, autorada por João de Barros e editada igualmente em Lisboa em 1540.

## Outras gramáticas
Na informática, a sintaxe de cada linguagem de programação é definida com uma gramática formal, ou linguagem natural. Na informática e na matemática, gramáticas formais definem linguagens formais. A hierarquia de Chomsky define vários importantes tipos de gramáticas formais.

## Classificação
Costuma-se classificar a Gramática em partes "autônomas, porém harmônicas entre si", a fim de facilitar o seu estudo. A classificação convencional padrão divide a Gramática em 10 áreas, embora não pretenda ser uma classificação definitiva, exaustiva ou única.
- Comunicação (chamada de Pragmática na Linguística);
- Fonética;
- Fonologia;
- Morfologia;
- Sintaxe;
- Semântica;
- Etimologia;
- Estilística;
- Literatura;
- Apêndice.[nota 1]

## Tipos de gramática
| Tipo de gramática              | Descrição | Ref.  |
| ------------------------------ | --- | ----- |
| Gramática reflexiva            | Voltada ao processo linguístico e não ao produto do ato linguístico (fala). Essa parte das evidências linguísticas para dizer como é a gramática implícita ou a gramática internalizada do falante, isto é, o conhecimento que o falante tem do sistema da língua. | [ 5 ] |
| Gramática explícita ou teórica | Buscam explicitar a estrutura, constituição e funcionamento da língua. | [ 5 ] |
| Gramática contrastiva          | Busca apontar diferenças e semelhanças entre estruturas linguísticas de gramáticas de línguas diferentes. | [ 5 ] |
| Gramática geral                | Busca elaborar os princípios aos quais todas as línguas obedecem. | [ 5 ] |
| Gramática universal            | Classifica os fatos linguísticos que se observam e realizam universalmente. | [ 5 ] |
| Gramática histórica            | Estuda a origem e evolução de um idioma, desde o seu aparecimento até os dias atuais. São os estudos diacrônicos de uma língua. | [ 5 ] |
| Gramática comparada            | Faz a análise comparativa da evolução nas mais diversas línguas, buscando pontos em comum entre elas. | [ 5 ] |